# 내 사랑 포르노
《내 사랑 포르노》(영어: National Lampoon's Barely Legal 혹은 영어: After School Special)는 미국에서 제작된 데이비드 미키 에번스 감독의 2003년 코미디 영화이다. 에릭 본데튼 등이 출연하였고, 키기 코건 등이 제작에 참여하였다.
알려진 다른 제목으로는 애프터 스쿨 스페셜, 베어리 리갈 등이 있다.

## 줄거리
성관계를 갖기를 갈망하지만 이를 망상과 관음으로만 달래던 고등학생 셋이 직접 포르노 영화를 찍어 여자, 돈, 명성을 얻기로 한다.

## 출연
- 에릭 본데튼 - 디컨 루이스 역
- 토니 덴먼 - 프레드 역
- 대니얼 파버 - 맷 역
- 세라제인 포츠 - 애슐리 역
- 에이미 스마트 - 나오미 역
- 톰 아널드 - 루이스 씨 역
- 데이 영 - 루이스 부인 역
- 라일리 스미스 - 제이크 역
- 빈스 빌러프 - 톰 "쿠프" 쿠퍼먼 역
- 샘 러빈 - 로저 역
- 캐머런 리처드슨 - 레이철 역
- 허레이쇼 샌즈 - 빅 래멀롯 역
- 린 셰이 - 테킬라 역
- C. 언스트 하스 (삭제 장면)

## 기타 제작진
- 공동 제작: 데이비드 H. 스타인버그
- 라인 제작: 리사 타워스
- 협력 제작: 애덤 리치먼
- 배역: 숀 코시, 댄 셰이너, 마이클 테스타
- 미술: 브렌트 토머스
- 의상: 조리 우드먼